# National Geographic (телеканал)
National Geographic Channel (Nat Geo, канал National Geographic) — американская телевизионная сеть, транслирующая научно-популярные фильмы, основное содержание которых чаще всего имеет отношение к науке, природе, культуре, истории и открытиям. Канал принадлежит National Geographic Global Networks — подразделению Disney Entertainment и National Geographic Partners, совместной компании The Walt Disney Company (73 %) и Национального географического общества (27 %). Управление канала занимается Disney Entertainment.
Канал транслирует документальные фильмы, снятые Национальным географическим обществом и другими студиями, такими как History (принадлежит Disney через A&E Networks) и Discovery Channel. Телеканал доступен в 171 стране мира на 38 языках. Общая аудитория телеканала по всему миру — 440 миллионов домохозяйств. Канал также доступен в формате высокой чёткости HD.

## История
В сентябре 1997 года National Geographic Channel начал трансляцию на территории Великобритании, в Европе (кроме ФРГ) и Австралии. В июле 1998 года National Geographic Channel пришёл в Азию, в сети оператора Star TV заменив NBC Asia Channel. То же самое произошло с кончиной NBC в Европе в 1998 году. Сегодня канал доступен более чем в 143 странах, для более чем 160 миллионов домов и на 38 языках.
В США National Geographic Channel появился в январе 2001 года и является совместным предприятием Национального географического общества и Fox Entertainment Group. 1 ноября 2004 года начата трансляция телеканала в Германии. В Канаде канал принадлежит Canwest и каналу США, в то время как европейские версии работают в партнёрстве с дочерней компанией Fox, British Sky Broadcasting (BSkyB), которая была продана Fox в 2007 году.
В Австралии трансляция National Geographic Channel осуществляется через Foxtel, Optus, Austar, Neighbourhood Cable, TransTV, и SelecTV. Австралийская версия включает в себя местных ведущих, рекламные материалы и определённые программы.
В Новой Зеландии National Geographic Channel транслируется на SKY Network Television и TelstraClear InHomeTV.
В России вещание канала осуществляется через дочернее предприятие ООО «NatGeo Russia».

Логотип National Geographic Channel (2005—2016)

На Ближнем Востоке вещание идет на арабском языке из Абу-Даби.
В 2016 году, после ребрендинга, канал был переименован в National Geographic.
В 2017 году, после исторической сделки в более чем 52 млрд $, компания The Walt Disney Company объявила о покупке большей части 21st Century Fox. После этого Disney получил долю FOX в партнерстве National Geographic.
В России канал работал до середины апреля 2022 года, когда на фоне вторжения России на Украину National Geographic приостановил работу, а также прекратилось издание печатной версии. С 1 октября 2022 года правообладатель отозвал ТВ-контент National Geographic с российского рынка.

## Доступность в разных странах
Список стран неполон
- Азербайджан — Life TV, Clip TV (IPTV и кабельное вещание), ODTV (IPTV) (Smart Systems Technology)
- Австралия — Foxtel, Optus, Austar, Neighbourhood Cable, TransTV, SelecTV
- Ближний Восток — Fox International Channels, Abu Dhabi Media Company
- Бразилия — NET, Vivo TV
- Великобритания — British Sky Broadcasting, Sky Digital, TalkTalk TV
- Германия — Cablecom, Unitymedia, Kabel BW, Kabel Deutschland, KabelKiosk, Telesystem, Vodafone
- Ирландия — Sky Digital, UPC, Magnet Networks, SCTV
- Исландия — Skjarin
- Казахстан — Алма ТВ (IPTV и спутниковое вещание), ICON (кабельное вещание), OTAU TV (спутниковое вещание), TVCom[11] (IPTV), iD TV[12] (IPTV), tv+[13] (IPTV), Казахтелеком[14] (кабельное вещание), BeeTV (IPTV), Qino TV[15] (IPTV)
- Молдавия — Sun-TV (Orange), Moldtelecom
- Новая Зеландия — SKY Network Television, TelstraClear InHomeTV.
- Россия
- Румыния
- США — Fox Networks
- Узбекистан — StarsTV, UZD+ (UzDigitalTV), Ovva TV[16] (Ucell), SPlay TV, SalomTV[17]
- Украина — Viasat-Украина, XtraTV, Воля-Кабель, OLL.TV, Megogo
- Южная Африка — MultiChoice's
- Таджикистан - TTL-TV (Телекомм Технолоджи), Вавилон-Т+СомонТВ
- Грузия - SilkNet, OSS-Nets
- Армения - Uplay TV (Ucom), HyperNet

## Слоганы
В разное время каналом использовались следующие слоганы:
- Переосмыслите (англ. Think again);
- Осмельтесь изучать (англ. Dare to Explore);
- Будьте любопытными (англ. Live Curious).

## Другие каналы National Geographic

### National Geographic Channel HD
National Geographic Channel HD — телеканал, представляющий собой HD-версию телеканала National Geographic Channel. Трансляция была начата в 2006 году в формате 720p, но позже телеканал был переведён на Full HD (1080p). Трансляция ведётся в США, Канаде, Австралии, Польше, в странах Азиатско-Тихоокеанского региона, Азербайджане, Словакии, Чехии, Румынии, Латинской Америке, Украине и ФРГ.

### Nat Geo Music
Nat Geo Music — телеканал транслирующий документальные фильмы о музыке и культуре. Транслируется в Италии и Португалии, с марта 2010 года в Белоруссии, в скором времени планируется организация вещания канала и в других странах.

### Nat Geo Junior
Nat Geo Junior — телеканал рассчитанный на детскую аудиторию. Транслируется в Нидерландах, Бельгии, Индии и некоторых странах Азии.

### Adventure
National Geographic Adventure (ранее A1) — телеканал рассчитанный на молодёжную аудиторию. Трансляция ведётся более чем в сорока странах Азиатско-Тихоокеанского региона, Европы, Ближнего Востока и Австралии.

### Nat Geo Wild
Nat Geo Wild — телеканал, ориентированный на телепередачи о дикой природе. Транслируется в Сингапуре, Великобритании, Франции, Италии, Ирландии, Индии, Турции, Румынии, Украине, Венгрии, Латинской Америке, Австралии, Белоруссии, Казахстане. С марта 2010 года планируется наладить трансляцию в США. Позднее телеканал будет транслироваться и в других странах.

### National Geographic Abu Dhabi
National Geographic Abu Dhabi — телеканал, вещающий на арабском и английском языках на территории Ближнего Востока. Транслируется в Саудовской Аравии, ОАЭ, Омане, Кувейте, Катаре, Бахрейн и т. д..

## Программы
Список может быть неполным
- Шоссе через ад
- Ледяная дорога
- Авто - SOS
- Американские гонки
- Аферисты и туристы
- Байкеры - спасатели животных
- Боевая техника
- В ловушке
- В дикой природе с Беаром Гриллсом
- Вертолетные баталии
- Веселая наука (телепрограмма)
- Взгляд изнутри
- Великая Мечеть Абу-даби
- Винни Джонс: самые крутые сюжеты о России
- Война Генералов
- Вся правда о марихуане — полезное растение
- Граница
- Гений:Пикассо
- Дикая природа России
- Дикий тунец
- Доисторические хищники
- Европа с высоты птичьего полета
- Жан-Мишель Кусто: океанские приключения
- Жизнь племен
- Запреты
- Злоключения за границей
- Золото Юкона
- Игры разума
- Идеальное оружие
- Известная Вселенная
- Инженерные идеи
- Инстинкт выживания
- Истории о Боге
- Конвои: битва за Атлантику
- Космос: пространство и время
- Лучшая работа в мире
- Лучшие машины Британии
- Магистры катастроф
- Мастера боя
- Мегазаводы
- На волосок от смерти
- На крючке: ловля монстров
- Наземная война
- Научные глупости
- Наука рукопашного боя
- Невероятный доктор Пол
- Неизвестная планета Земля
- Обезьяны-воришки
- Открытие Флоренции
- Особо строгий режим
- Осушить океан
- Охота на охотника
- По следам исчезающих животных
- Последствия
- Расследования авиакатастроф
- Реальность или фантастика
- Реконструкция авиакатастроф
- Сделай или умри
- С точки зрения науки
- Самые опасные животные
- Секунды до катастрофы
- Следствие по делам хищников
- Суперавианосцы
- Суперсооружения
- Суперсооружения древности
- Служба безопасности аэропорта
- Таинственный космос
- Тайны истории
- Тайны мироздания
- Триумф жизни
- Труднейший в мире ремонт
- Удивительный мир с Nat Geo
- Феномены:восходящий звезды футбола
- Чудеса инженерии
- Экоизобретатели
- Экстремальное спасение
- Я не знал этого
- Эвакуация с Земли
- Экстремальный футбол в России
- Вниз к ядру Земли
- Джеймс Кэмерон: Путешествие в Центр Земли
- Апокалипсис
- Машины: разобрать и продать
- Аэропорт Дубай
- Затерянные сокровища Египта
- Затерянные сокровища Рима

## Награды и премии
Документальные фильмы производства National Geographic завоевали более 700 различных международных наград и премий.